# シャトー＝ラ＝ヴァリエール
シャトー＝ラ＝ヴァリエール （Château-la-Vallière）は、フランス、サントル＝ヴァル・ド・ロワール地域圏、アンドル＝エ＝ロワール県のコミューン。

## 地理
県都トゥールの北西35km、ル・マンの55km南、アンジェの60km東に位置している。一種河川であるラ・ファール川がコミューンを横切る。ラ・ファール川は36ヘクタールの面積を持つヴァル・ジョワイユー湖に流れ込み、二種河川となってシャトー＝ラ＝ヴァリエールの下に伸びている。

## 由来
この土地はルイ14世がヴォージュール（現在のシャトー＝ラ＝ヴァリエール）を公領に昇格させ愛妾ルイーズ・ド・ラ・ヴァリエールに与えた1667年5月までは、シャトー＝アン＝アンジュー（Châteaux-en-Anjou）と呼ばれていた。ルイーズの生家ラ・ボーム家が所有したヴァリエール城はトゥーレーヌのルニーに所在する。

## 歴史
アンシャン・レジーム時代、シャトー＝ラ＝ヴァリエールはアンジューの不可欠な部分、より正確にはボージェのセネシャル管轄区にフランス革命まで含まれていた。
1790年にフランスの県が創設された際、アンジューの東全体（北のシャトー＝ラ＝ヴァリエールからジゾー城の昔の遺構を通って南のブルグイユまで）が、新設されたアンドル＝エ＝ロワール県に併合された。
フランス革命時代、コミューンは一時的にヴァル＝ジョワイユーと改名していた。
現在、かつてのアンジュー東部はトゥーレーヌ・アンジュヴァンと呼ばれている。

## 人口統計
| 1962年 | 1968年 | 1975年 | 1982年 | 1990年 | 1999年 | 2005年 | 2015年 |
| ------ | ------ | ------ | ------ | ------ | ------ | ------ | ------ |
| 1431   | 1530   | 1592   | 1628   | 1482   | 1535   | 1587   | 1768   |

参照元:1962年から1999年までは複数コミューンに住所登録をする者の重複分を除いたもの。それ以降は当該コミューンの人口統計によるもの。1999年までEHESS/Cassini、2006年以降INSEE

## 史跡
- ヴォージュール城 - シャトー＝ラ＝ヴァリエールの南3kmに位置する、12世紀から15世紀建設の要塞城。シャトー＝アン＝アンジュー領に属していた。アンジューの東境の防衛のため建てられた。

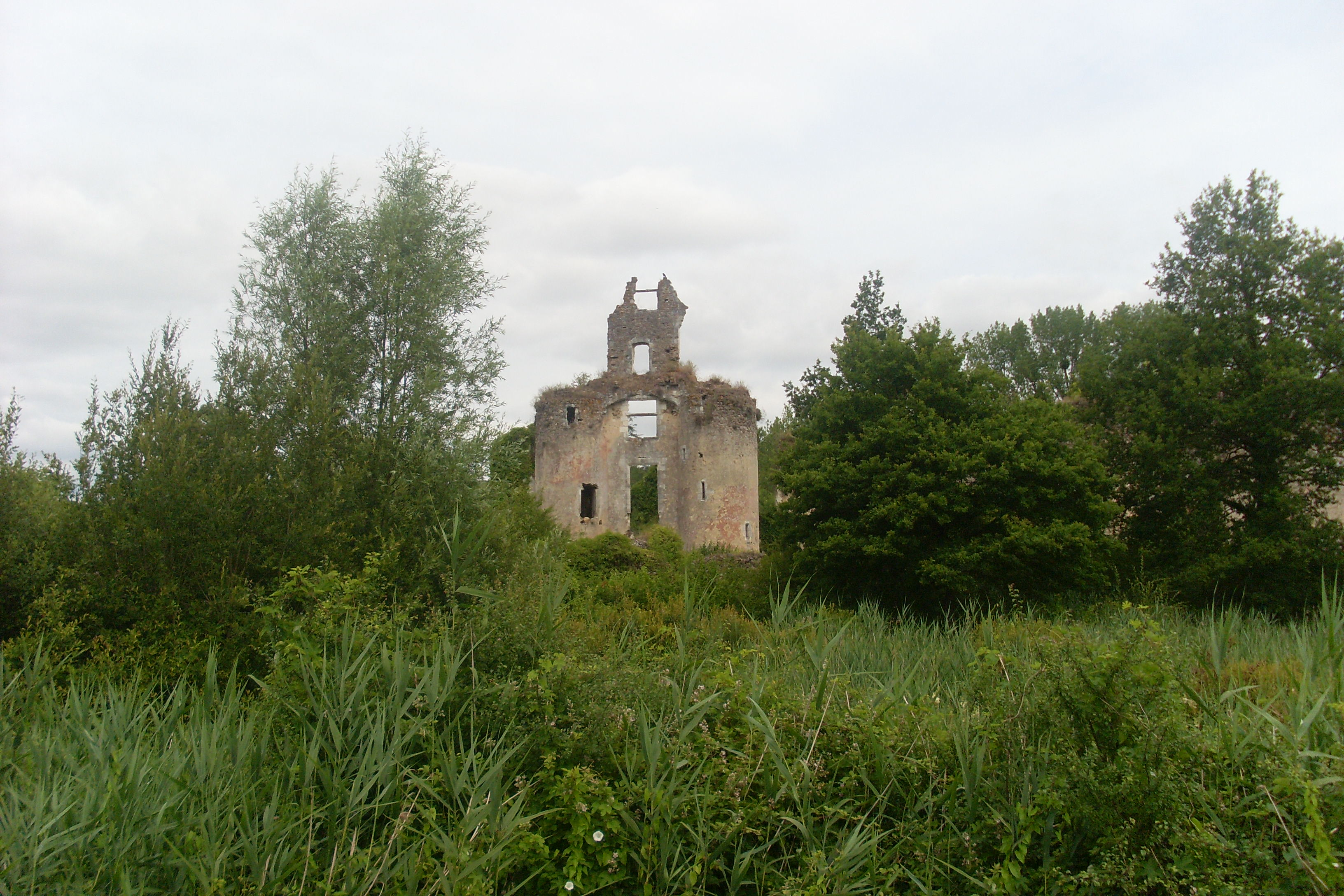
ヴォージュール城跡

## 参照
1. ↑  , sur le site de l'Entente Halieutique du Grand Ouest (EHGO). Consulté le 20 septembre 2012.
2. ↑  Des villages de Cassini aux communes d'aujourd'hui. "Notice communale: Notice communale - Château-la-Vallière". EHESS. École des hautes études en sciences sociales. 2012年12月12日閲覧。
3. ↑  http://cassini.ehess.fr/cassini/fr/html/fiche.php?select_resultat=8661
4. ↑  https://www.insee.fr/fr/statistiques/3293086?geo=COM-37062
5. ↑  http://www.insee.fr